# 大諲譔
大諲譔（？—？），是渤海国第十五代君主，大氏，在位期間906年至926年。

## 生平
大諲譔一说为大玮瑎子。906年（唐昭宗天祐三年），大玮瑎去世，大諲譔为王。翌年四月唐朝灭亡，五月，遣使王子大昭顺向后梁朝贡海东物产。冬，派遣文籍院少监出使日本。之后多次派王子、大臣朝贡后梁，进方物。契丹国兴起后，屡屡侵犯渤海国，918年（后梁贞明四年），遣使契丹。次年，契丹掠渤海户充实辽阳。冬，再次遣使聘问日本。在位期间，为摆脱困境，朝贡后梁六次，后唐七次，王子大禹谟、及王侄大元让、大元谦等先后入贡。924年（后唐同光二年）派兵攻打契丹辽州（今辽宁新民市辽滨塔），杀刺史张秀实。925年，遭辽太祖耶律阿保机袭击。926年，扶余城陷，派遣大陈林等一百十六人朝觐后唐，请援，并命老相率兵抵御契丹。上京龍泉府（今黑龙江省宁安市西南东京城）被契丹国攻陷，大諲譔率僚属投降，渤海国滅亡。被安置在临潢府西，筑城居住，改名为乌鲁古。

## 家族列表

### 父母及兄弟
- 父亲 大玮瑎

### 子女

#### 子
- 子   大昭顺，开平元年（907年）五月，奉命朝后梁，贡海东物产。[1]
- 子   大光赞，乾化二年（912年）五月，奉命朝后梁，献方物，梁太祖朱温厚加赏赐。[1]
- 子   大禹谟
- 子   大光显
- 兄子   大元让
- 兄子   大元谦，官任学堂亲卫。同光二年（924年）八月，奉命朝贡后唐，庄宗李存勖授试国子监丞[6]。

## 《桓檀古记》
《桓檀古记》称大諲譔的名字是大隨伶，被尊为哀帝。

## 附注
- 《中国帝王后妃大辞典》